# Villaggio olimpico di Pyeongchang

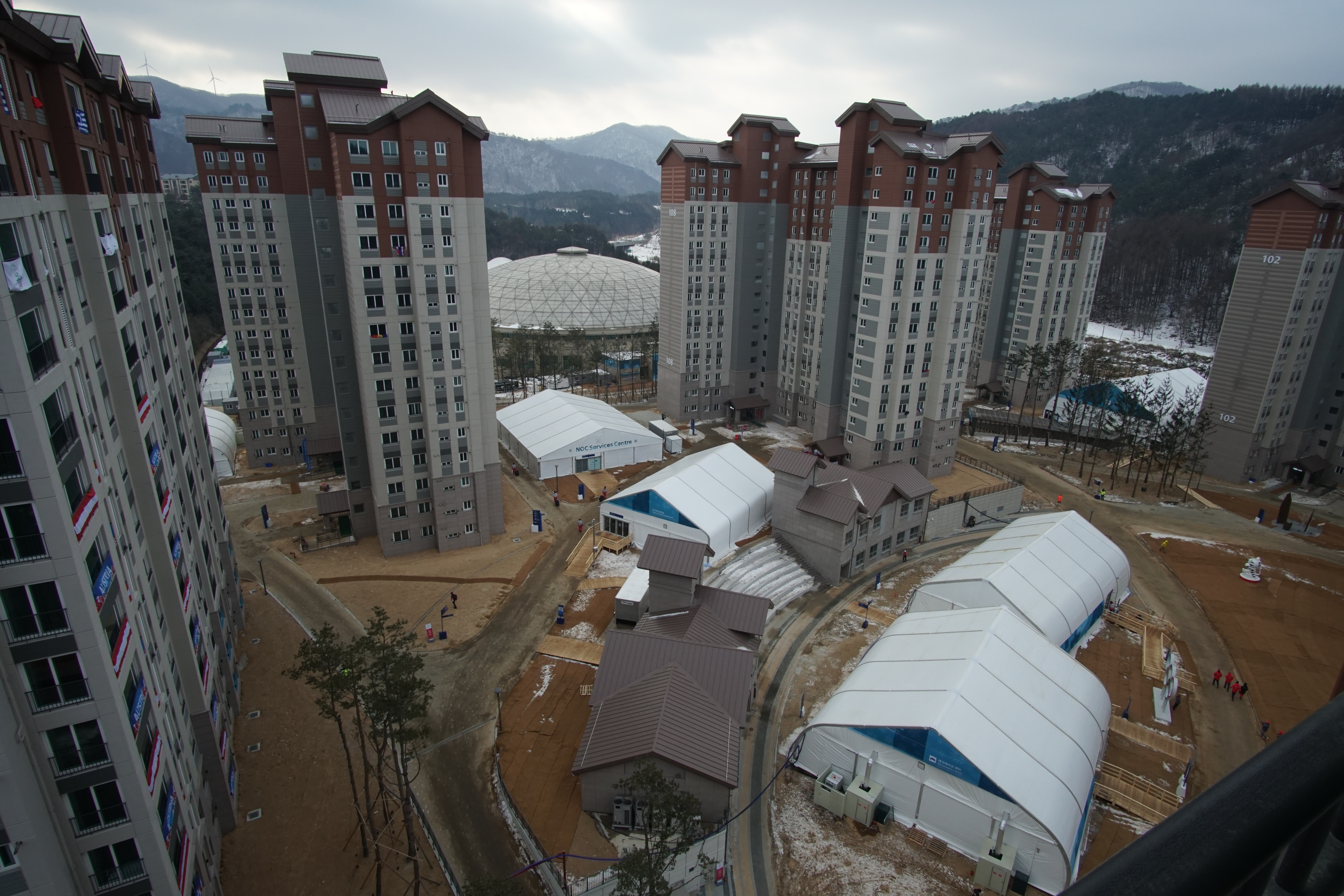
Villaggio olimpico di Pyeongchang

Il villaggio olimpico di Pyeongchang (평창 올림픽 선수촌?) è uno dei due villaggi olimpici che ha ospitato nel 2018 gli atleti dei XXIII Giochi olimpici invernali e dei XII Giochi paralimpici invernali, nonché le loro squadre tecniche e gli arbitri e i funzionari dei giochi. È situato nelle vicinanze delle stazioni sciistiche Alpensia e Yongpyong e dello stadio Olimpico di Pyeongchang, nella località di Daegwallyeong.
I lavori di costruzione del villaggio, affidati all'azienda Daelim, sono iniziati nel giugno 2015 e la loro conclusione è prevista per settembre 2017. Il complesso si compone di otto edifici per un totale di 600 appartamenti, in grado di ospitare fino a 3 500 atleti. Al termine dei giochi gli appartamenti diventeranno delle residenze private.